# Ауссем, Цилли
Цецили (Цилли) Ауссем (нем. Cecily 'Cilly' Aussem; 4 января 1909, Кёльн — 22 марта 1963, Портофино) — немецкая теннисистка, вторая ракетка мира в 1930 и 1931 годах. Победительница Уимблдонского турнира и чемпионата Франции 1931 года в одиночном разряде и чемпионата Франции 1930 года в смешанном парном разряде. Член Зала славы немецкого спорта с 2008 года.

## Биография
Цилли Ауссем родилась в 1909 году в Кёльне в семье богатого коммерсанта, основного германского агента производящей сыры фирмы Gervais (позже вошедшей в концерн Danone. Состояние отца позволило ей тренироваться на Ривьере и выступать в любительских турнирах по всей Европе. У своего кумира — французской теннисистки Сюзанн Ленглен — Цилли переняла «мужскую» манеру игры сверху, нехарактерную для теннисисток предыдущего поколения.
По окончании игровой карьеры Цилли вышла в 1936 году замуж за итальянского барона Ферми Муррари далла Корте-Бра и уехала с мужем в Сомали, однако там заболела малярией. Это была уже не первая перенесённая ей серьёзная болезнь: Цилли была хрупкого сложения (современники вспоминали, что на корте она выглядела маленькой девочкой) и не отличалась крепким здоровьем с детства. Её глаза болели от солнечного света, и ей приходилось постоянно носить солнцезащитные очки. В начале 30-х годов она перенесла сначала заболевание печени, а затем осложнённый аппендицит. В последние 20 лет жизни она почти не показывалась на людях, умерев в возрасте 54 лет почти ослепшей в имении мужа в Портофино.

## Спортивная карьера
Игровая карьера Цилли Ауссем началась в 1923 году, когда родители отправили её в кёльнский теннисный клуб к тренеру Вилли Ханнеману. Карьера эта продолжалась недолго, но отличалась стабильностью высоких результатов (историк тенниса Бад Коллинз называет её наиболее успешной теннисисткой Германии до Штеффи Граф). В 16 лет, в 1925 году, она выиграла первенство Германии среди девушек, а уже через год победила на взрослом чемпионате Германии. В 1928 году она добралась до четвертьфинала на Уимблдонском турнире и впервые попала в авторитетный рейтинг десяти сильнейших теннисисток мира, составляемый в конце сезона газетой Daily Telegraph. На следующий год она дошла до полуфинала на чемпионате Франции, а в 1930 году полуфинальная планка покорилась ей уже на обоих главных европейских турнирах (причём на Уимблдоне её продвижение прервало неудачное падение в полуфинальном матче, после которого её пришлось выносить с корта). В этот год она также выиграла чемпионат Франции в миксте с тренировавшим её Биллом Тилденом и закончила сезон на втором месте в рейтинге, уступая только американке Хелен Уиллз-Муди.
1931 год стал лучшим в карьере Ауссем. В отсутствие Уиллз-Муди, признанной фаворитки мирового тенниса, пропустившей в этом году Уимблдон и чемпионат Франции, Ауссем выиграла оба этих турнира, в Париже победив в финале британку Бетти Натхолл, а на Уимблдоне, в единственном в истории этого турнира чисто германском финале — Хильду Кравинкель. Она также выиграла международный чемпионат Германии, дошла до финала чемпионата Франции в женских парах и во второй раз подряд заняла в рейтинге Daily Telegraph второе место.
После триумфа на Уимблдоне Цилли отправилась в турне по Южной Америке, где подхватила тяжёлое заболевание печени, а вернувшись в Германию, перенесла срочную операцию по удалению аппендикса. Операция и последующее восстановление заставили Цилли на следующие два года покинуть корт. Она вернулась к соревнованиям в 1934 году, дошла на Уимблдоне до четвертьфинала, проиграв там посеянной под первым номером Хелен Джейкобс, а на чемпионате Франции — до полуфинала, в очередной раз попала в рейтинг Daily Telegraph, но по окончании сезона объявила об окончательном уходе из спорта.
Портрет Цилли Ауссем размещён на выпущенной в 1988 году почтовой марке ФРГ. В 2008 году её имя было включено в списки Зала славы немецкого спорта.

## Финалы турниров Большого шлема за карьеру (4)

### Одиночный разряд (2+0)
Победы
| Год  | Турнир              | Покрытие | Соперница в финале | Счёт в финале |
| ---- | ------------------- | -------- | ------------------ | ------------- |
| 1931 | Чемпионат Франции   | Грунт    | Бетти Натхолл      | 8-6, 6-1      |
| 1931 | Уимблдонский турнир | Трава    | Хильда Кравинкель  | 6-2, 7-5      |

### Женский парный разряд (0+1)
Поражение (1)
| Год  | Турнир            | Покрытие | Партнёр        | Соперницы в финале                       | Счёт в финале |
| ---- | ----------------- | -------- | -------------- | ---------------------------------------- | ------------- |
| 1931 | Чемпионат Франции | Грунт    | Элизабет Райан | Эйлин Беннетт-Уиттингстолл Бетти Натхолл | 7-9, 2-6      |

### Смешанный парный разряд (1+0)
Победа (1)
| Год  | Турнир            | Покрытие | Партнёр     | Соперники в финале                   | Счёт в финале |
| ---- | ----------------- | -------- | ----------- | ------------------------------------ | ------------- |
| 1930 | Чемпионат Франции | Грунт    | Билл Тилден | Эйлин Беннетт-Уиттингстолл Анри Коше | 6-4, 6-4      |